# Juan Cano (conquistador)
Juan Cano (1525- ?) fue un militar y político de origen español, partícipe de la conquista del Tucumán a mediados del siglo XVI, en el actual territorio de la República Argentina.

## Biografía
Nacido en 1525, fue uno de los hombres de refuerzos, con Juan Vázquez y Alonso Díaz, que llegaron para Juan Núñez de Prado en 1552. Fue herido de varios flechazos en un combate contra los indígenas. Asistió a la fundación de El Barco III.
En 1555, fue a la Gobernación de Chile y regresó de allí con refuerzos y sacerdotes para Santiago del Estero, donde fue regidor en 1567 y alcalde en 1583, 1585 y 1587. Acompañó a Diego Pacheco en la fundación de Talavera y a Jerónimo Luis de Cabrera en la fundación de Córdoba.